# Castro de Bardaos
El castro de Bardaos es un antiguo poblado celta situado en el término de Tordoya (concretamente en la parroquia de Bardaos-Galicia), sobre una peña de 350 metros de altitud. La planta es ligeramente elíptica y cuenta con un antecastro. Aún no se ha datado con exactitud y está pendiente de excavaciones arqueológicas, las cuales son inexistentes. Por ello se desconoce también su superficie. Algunos muros, restos y piezas de oro se han datado, no fidedignamente, a lo largo de la Edad del Bronce.
- Datos: Q2511592